# Sindrome di Trousseau
La sindrome di Trousseau o tromboflebite recidivante migrante (o anche segno di malignità di Trousseau) è una sindrome paraneoplastica, ossia un complesso di segni e sintomi che può verificarsi nel corso di alcuni tumori maligni. Per primo, nel 1865, Armand Trousseau descrisse la correlazione tra fenomeni di coagulazione del sangue spontanea in assenza di reazioni infiammatorie e tumori occulti.
Nella maggior parte dei casi compare a seguito di tumori dell'apparato digerente, del polmone, della prostata o delle ovaie. Le cellule tumorali sono in grado di rilasciare fattori procoagulanti e fibrinolitici e citochine infiammatorie, che favoriscono il verificarsi di eventi tromboembolici. Inoltre interagiscono direttamente con monociti, macrofagi, cellule dell'endotelio e piastrine attivando localmente la coagulazione.
Una ricerca dell'Istituto per lo studio e la cura dei tumori di Candiolo sul ruolo dell'oncogene Met, guidata da Carla Boccaccio e pubblicata su Nature nel 2005, ha portato alla luce i meccanismi che legano stati di ipercoagulazione e tumore.